# Pararistolochia decandra
Pararistolochia decandra är en piprankeväxtart som först beskrevs av Ding Hou, och fick sitt nu gällande namn av M.J. Parsons. Pararistolochia decandra ingår i släktet Pararistolochia och familjen piprankeväxter. Inga underarter finns listade i Catalogue of Life.